# Pedro de Cristo

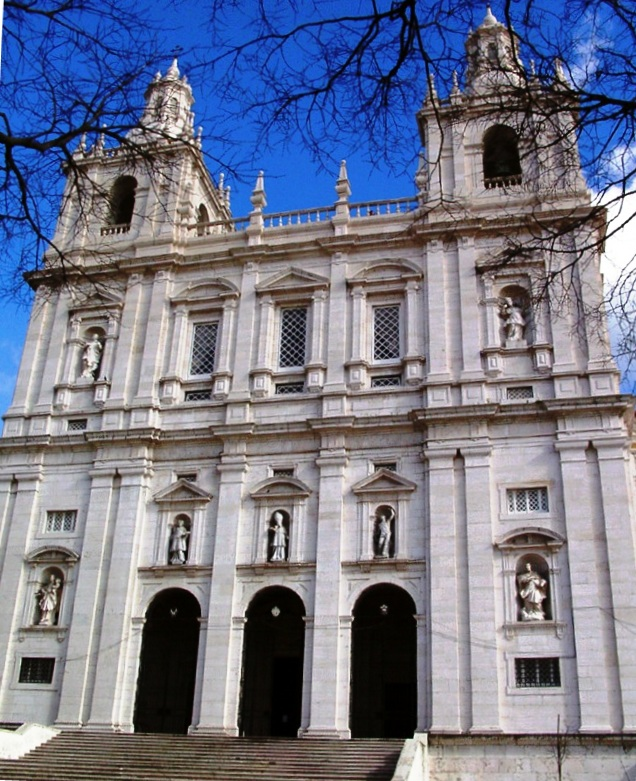
Vista de la fachada principal de la Iglesia de San Vicente de Fora.

Pedro de Cristo (Coímbra, 1545/1550 - Coímbra, 1618) fue un compositor, maestro de capilla y célebre polifonista del Renacimiento portugués. Es considerado uno de los más importantes polifonistas portugueses de los siglos XVI y XVII. 

## Vida
Mientras algunas fuentes mantienen que su padre, António Nunes, era extranjero, otras sostienen que ambos padres eran originarios de Coímbra; al bautizarlo, le llamaron Domingos, pero cambió su nombre al tomar los votos en el Monasterio de San Agustín de Coímbra el 4 de septiembre de 1571. Posiblemente estudió con el maestro de capilla Francisco de Santa María, que le influyó en algunos rasgos de sus obras, como el gusto por una extensión vocal estrecha, la declamación silábica en las negras, y el uso simultáneo de la figura contrapuntística de la cambiata en una parte y notas de paso en otra. 
Pedro de Cristo sucedió a Francisco de Santa María como maestro de capilla en el monasterio de la Santa Cruz en Coímbra y tuvo el mismo puesto en un convento de la misma congregación en Lisboa, San Vicente de Fóra, a partir de 1597. Aunque los detalles de sus movimientos entre los dos monasterios no se conocen, el Capítulo Geral le ordenó transladarse de San Vicente a Santa Cruz en 1605, y en 1615 se pidió su regreso al convento lisboeta. Un manuscrito de su obituario mantiene que además de las composiciones, por las que fue conocido en la época, sobre todo las chansonetas y música animada), fue consumado intérprete de instrumentos de teclado, así como de arpa, flauta y bajón. 
Murió en Coímbra el 16 de diciembre de 1618.

## Obras
Poco conocido debido a que su trabajo no ha sido publicado en su totalidad es, sin embargo, posible evaluar la calidad y el número de sus obras a través de los estudios editados a principios de los años 80 por Ernesto Gonçalves de Pinho, en los que se aportan datos biográficos inéditos e información específica acerca de las obras manuscritas de este religioso y compositor.
De las 220 piezas que componen la totalidad del catálogo atribuido y conservado, sólo una docena y media ha sido publicadas con notación musical actual. Escritas con sencillez y elegancia, e inspiradas a veces en la temática gregoriana, mantienen una técnica heredada del contrapunto flamenco del siglo XV, que, no obstante, se aparta de esquemas imitativos en las líneas melódicas para producir una construcción sobria y alejada de grandes efectos con el fin de realzar la palabra y el texto.
En la Biblioteca Geral de Coímbra se conservan cuatro libros de coro manuscritos (MM 8, 18, 33 y 36), copiados en parte o enteramente por el compositor. Sin embargo, raramente aparece el nombre del autor en las piezas que contienen, y aunque muchas se pueden atribuir a su autoría, otras están claramente definidas como fuera de su estilo.
Más allá de la copias autógrafas, se conservan una serie de elementos de forma anónima en P-Cug 8, 18, 26 y 53, y en P-Ln LC57, que pueden ser atribuidos a Pedro de Cristo por motivos estilísticos. Una característica notable de su catálogo de obras conocidas es la escasez de Misas - sólo un Ordinario completo, una Misa festiva y un Gloria aislado.
La mayor parte de dos de los libros corales autógrafos - P-Cug 33 y 36 - fue copiada a principios de la carrera del compositor, mientras que el trabajo en el P-Cug 8 y en el 18 se realizó hacia el final de su vida. Muchos de los motetes P-33 Cug sugieren un compositor novel y capaz aunque con poca imaginación en el uso del estilo antiguo. Una gran proporción de estas piezas emplea combinaciones de clave inusuales (como Do en 1ª, Do en 2ª, Do en 3ª y Do en 4ª) y rangos de voz particularmente estrechos. En otras fuentes se puede rastrear la aparición de rasgos estilísticos más distintivos, especialmente en el ámbito del ritmo, donde Pedro de Cristo desarrolla la tendencia a la declamación y, en ocasiones, al movimiento armónico en negras, lo cual era relativamente raro en el Portugal de ese período. Esta característica se encuentra sobre todo en obras policorales como el Magnificat y el himno Sanctorum Meritis de P-Cug 18. La mayoría de las obras que han sobrevivido de Pedro de Cristo están escritas a cuatro o cinco voces y con un estilo predominantemente imitativo, aunque la textura básica en los responsorios y salmos, tanto como en breves pasajes de otras obras, es la homofonía. 
Entre los rasgos más distintivos del compositor, además de los ya mencionados, son concisión (la duración media de los motetes en P-33 es Cug de apenas 55 redondas) y la afición por la secuencia (tanto melódica como armónica).
Las obras de Pedro de Cristo conservan el alto sentido espiritual de la oración cantada dirigida a Dios y asentada sobre la perfección formal característica de la polifonía renacentista.
Sus obras más conocidas e interpretadas son las siguientes (catálogo incompleto en orden alfabético):

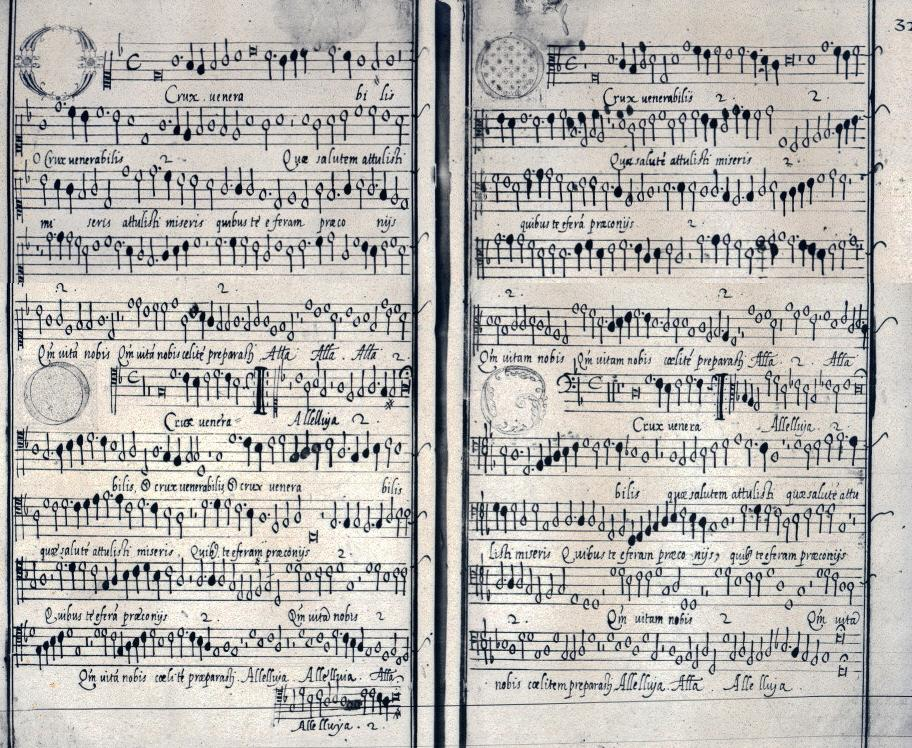
O Crux Venerabilis, obra autografiada de Don Pedro de Cristo.

- Ave Maria à 8
- Ave maris stella
- Ay mi Dios
- Beata viscera Mariae
- Beate martir
- Dum complerentur dies Pentecostes
- Es nascido
- Hodie nobis
- In manus tuas
- Magnificat à 8
- O magnum mysterium
- Osanna filio David
- Quaeramus cum pastoribus
- Regina coeli
- Salva nos Domine
- Sanctissimi quinque martires
- Sanctorum meritis
- Tristis est anima mea